# Unione Sportiva Lecce 1927-1928
Questa pagina raccoglie i dati riguardanti l'Unione Sportiva Lecce nelle competizioni ufficiali della stagione 1927-1928.

## Stagione
In questa stagione il Lecce esordisce con la nuova denominazione "U.S. Lecce". Gioca nel campo Achille Starace con la maglia bianca con bordi neri e pantaloncini, che riprendono i colori del Comune di Lecce

## Divise
La maglia del Lecce 1927-1928.
| Casa |

## Organigramma societario
L'organigramma del Lecce 1927-1928.
Area direttiva
- Presidente: Luigi Lopez y Royo

Area tecnica
- Allenatore: Felice Ferrero

## Rosa
La rosa del Lecce 1927-1928.
| N. |                   | Ruolo | Calciatore         |
| -- | ----------------- | ----- | ------------------ |
|    | Italia (bandiera) | P     | Salvatore Meo      |
|    | Italia (bandiera) | P     | Gustavo Varola     |
|    | Italia (bandiera) | D     | Bernardini         |
|    | Italia (bandiera) | D     | Giuseppe Camassa   |
|    | Italia (bandiera) | D     | Felice Ferrero     |
|    | Italia (bandiera) | D     | Ernesto Leone      |
|    | Italia (bandiera) | D     | Giuseppe Monaco    |
|    | Italia (bandiera) | C     | Oronzo D'Oria      |
|    | Italia (bandiera) | C     | Fossati            |
|    | Italia (bandiera) | C     | Alberto Gigliesi   |
|    | Italia (bandiera) | C     | Francesco Giorgino |
|    | Italia (bandiera) | C     | Michele Rella      |
|    | Italia (bandiera) | C     | Oscar Varola       |
|    | Italia (bandiera) | A     | Domenico Locatelli |

| N. |                   | Ruolo | Calciatore            |
| -- | ----------------- | ----- | --------------------- |
|    | Italia (bandiera) | A     | Francesco Meo         |
|    | Italia (bandiera) | A     | Alfredo Rella         |
|    | Italia (bandiera) | A     | Riccardo Tana         |
|    | Italia (bandiera) | ?     | Vincenzo Camassa      |
|    | Italia (bandiera) | ?     | Cassano               |
|    | Italia (bandiera) | ?     | Catalano              |
|    | Italia (bandiera) | ?     | Colucci               |
|    | Italia (bandiera) | ?     | Coppini               |
|    | Italia (bandiera) | ?     | Italo Paterno         |
|    | Italia (bandiera) | ?     | Piccinni              |
|    | Italia (bandiera) | ?     | Carlo Pranzo Zaccaria |
|    | Italia (bandiera) | ?     | Ninnì Starace         |
|    | Italia (bandiera) | ?     | Zorzi                 |

## Risultati

### Seconda Divisione

#### Girone di andata
| Aversa 6 novembre 1927 1ª giornata                         | Aversana  | 1 – 1 referto | Lecce |  |
| \| \| \| \| \| Chiariello ?’ \| Marcatori \| 23’ F. Meo \| |           |               |       |  |
|                                                            |           |               |       |  |
| Chiariello ?’                                              | Marcatori | 23’ F. Meo    |       |  |

| Castellammare di Stabia 13 novembre 1927 2ª giornata | Stabia    | 1 – 0 referto | Lecce |  |
| \| \| \| \| \| ? ?’ \| Marcatori \| \|               |           |               |       |  |
|                                                      |           |               |       |  |
| ? ?’                                                 | Marcatori |               |       |  |

| Lecce 20 novembre 1927 3ª giornata                                                             | Lecce     | 2 – 2 referto              | Nocerina | Stadio Achille Starace |
| \| \| \| \| \| Tana (I) 35’ Locatelli 85’ (rig.) \| Marcatori \| ?’ Vittorioso ?’ Petrosino \| |           |                            |          |                        |
|                                                                                                |           |                            |          |                        |
| Tana (I) 35’ Locatelli 85’ (rig.)                                                              | Marcatori | ?’ Vittorioso ?’ Petrosino |          |                        |

| Torremaggiore 27 novembre 1927 4ª giornata                                           | Torremaggiore | 2 – 4 referto                            | Lecce |  |
| \| \| \| \| \| ? ?’ ? ?’ \| Marcatori \| ?’ Gigliesi ?’, ?’ Tana (I) ?’ Locatelli \| |               |                                          |       |  |
|                                                                                      |               |                                          |       |  |
| ? ?’ ? ?’                                                                            | Marcatori     | ?’ Gigliesi ?’, ?’ Tana (I) ?’ Locatelli |       |  |

| Lecce 4 dicembre 1927 5ª giornata                                                 | Lecce     | 3 – 2 referto         | Scafatese | Stadio Achille Starace |
| \| \| \| \| \| Tana (I) ?’, ?’ Monaco ?’ \| Marcatori \| ?’ Carbone ?’ Casolla \| |           |                       |           |                        |
|                                                                                   |           |                       |           |                        |
| Tana (I) ?’, ?’ Monaco ?’                                                         | Marcatori | ?’ Carbone ?’ Casolla |           |                        |

| Salerno 11 dicembre 1928 6ª giornata                                        | Salernitana | 4 – 0 referto | Lecce | Campo di Piazza d'Armi |
| \| \| \| \| \| Cassano 34’ Barone 49’, 57’ Campanile 75’ \| Marcatori \| \| |             |               |       |                        |
|                                                                             |             |               |       |                        |
| Cassano 34’ Barone 49’, 57’ Campanile 75’                                   | Marcatori   |               |       |                        |

#### Girone di ritorno
| Lecce 8 gennaio 1928 7ª giornata                                | Lecce     | 3 – 0 referto | Aversana | Stadio Achille Starace |
| \| \| \| \| \| F. Meo 27’ Locatelli 40’, 85’ \| Marcatori \| \| |           |               |          |                        |
|                                                                 |           |               |          |                        |
| F. Meo 27’ Locatelli 40’, 85’                                   | Marcatori |               |          |                        |

| Lecce 15 gennaio 1928 8ª giornata                                       | Lecce     | 2 – 1 referto | Stabia | Stadio Achille Starace |
| \| \| \| \| \| Rella I 15’ Gigliesi 30’ \| Marcatori \| ?’ Ferraioli \| |           |               |        |                        |
|                                                                         |           |               |        |                        |
| Rella I 15’ Gigliesi 30’                                                | Marcatori | ?’ Ferraioli  |        |                        |

| Nocera Inferiore 22 gennaio 1928 9ª giornata | Nocerina | 0 – 2 A tavolino referto | Lecce |  |

| Lecce 29 gennaio 1928 10ª giornata | Lecce | 2 – 0 A tavolino referto | Torremaggiore | Stadio Achille Starace |

| Scafati 5 febbraio 1928 11ª giornata | Scafatese | 0 – 2 A tavolino referto | Lecce |  |

| Lecce 12 febbraio 1928 12ª giornata                                    | Lecce     | 1 – 2 referto           | Salernitana | Stadio Achille Starace |
| \| \| \| \| \| Locatelli ?’ \| Marcatori \| 24’ Barone ?’ Venturini \| |           |                         |             |                        |
|                                                                        |           |                         |             |                        |
| Locatelli ?’                                                           | Marcatori | 24’ Barone ?’ Venturini |             |                        |

## Statistiche

### Statistiche di squadra
| Competizione      | Punti | In casa | In casa | In casa | In casa | In casa | In casa | In trasferta | In trasferta | In trasferta | In trasferta | In trasferta | In trasferta | Totale | Totale | Totale | Totale | Totale | Totale | DR |
| Competizione      | Punti | G       | V       | N       | P       | Gf      | Gs      | G            | V            | N            | P            | Gf           | Gs           | G      | V      | N      | P      | Gf     | Gs     | DR |
| ----------------- | ----- | ------- | ------- | ------- | ------- | ------- | ------- | ------------ | ------------ | ------------ | ------------ | ------------ | ------------ | ------ | ------ | ------ | ------ | ------ | ------ | -- |
| Seconda Divisione | 16    | 6       | 4       | 1       | 1       | 13      | 7       | 6            | 3            | 1            | 2            | 9            | 8            | 12     | 7      | 2      | 3      | 22     | 15     | +7 |

### Statistiche dei giocatori
Le statistiche dei giocatori del Lecce 1927-1928.
| Giocatore          | Seconda Divisione | Seconda Divisione | Seconda Divisione | Seconda Divisione |
| Giocatore          | Presenze          | Reti              | Ammonizioni       | Espulsioni        |
| ------------------ | ----------------- | ----------------- | ----------------- | ----------------- |
| Bernardini         | 10                | 0                 | ?                 | ?                 |
| G. Camassa         | ?                 | ?                 | ?                 | ?                 |
| V. Camassa         | 11                | 0                 | ?                 | ?                 |
| Cassano            | 0                 | 0                 | ?                 | ?                 |
| Catalano           | 0                 | 0                 | ?                 | ?                 |
| Colucci            | 0                 | 0                 | ?                 | ?                 |
| Coppini            | 0                 | 0                 | ?                 | ?                 |
| O. D'Oria          | 3                 | 0                 | ?                 | ?                 |
| F. Ferrero         | 9                 | 0                 | ?                 | ?                 |
| Fossati            | 8                 | 0                 | ?                 | ?                 |
| A. Gigliesi        | 9                 | 2                 | ?                 | ?                 |
| F. Giorgino        | ?                 | ?                 | ?                 | ?                 |
| E. Leone           | 10                | 0                 | ?                 | ?                 |
| D. Locatelli       | 11                | 5                 | ?                 | ?                 |
| F. Meo             | 10                | 2                 | ?                 | ?                 |
| S. Meo             | 0                 | 0                 | ?                 | ?                 |
| G. Monaco          | 9                 | 1                 | ?                 | ?                 |
| I. Paterno         | 0                 | 0                 | ?                 | ?                 |
| Piccinni           | 0                 | 0                 | ?                 | ?                 |
| C. Pranzo Zaccaria | 0                 | 0                 | ?                 | ?                 |
| M. Rella           | 8                 | 1                 | ?                 | ?                 |
| A. Rella           | 0                 | 0                 | ?                 | ?                 |
| N. Starace         | 0                 | 0                 | ?                 | ?                 |
| R. Tana            | 9                 | 5                 | ?                 | ?                 |
| G. Varola          | 11                | 0                 | ?                 | ?                 |
| O. Varola          | 0                 | 0                 | ?                 | ?                 |
| Zorzi              | 0                 | 0                 | ?                 | ?                 |